# Панов Анатолій Миколайович
Анатолій Миколайович Панов (6 липня 1989, Берестя, СРСР) — білоруський хокеїст, захисник.  
Виступав за «Металург-2» (Жлобин), «Шинник» (Бобруйськ), ХК «Брест», «Леви» (Львів), «Гайдамаки» (Вінниця), «Хімік-СКА» і «Дженералз».
У складі молодіжної збірної Білорусі учасник чемпіонату світу 2009 (дивізіон I) У складі юніорської збірної Білорусі учасник чемпіонату світу 2007 (дивізіон I).
2014 року завершив кар'єру.